# Журавель
Жураве́ль (Grus) — рід птахів родини Журавлевих (Gruidae). Один із 4-х родів родини у світовій фауні. Види цього роду поширені в Європі, Азії, Північній Америці та Австралії. До фауни України належать 2 види: журавель сірий як гніздовий птах і журавель білий як рідкісний залітний. Усі види роду за способом існування пов'язані із заболоченими територіями.

## Види
- Журавель сірий (Grus grus) — найбільш відомий представник роду. Раніше гніздився майже по всій Європі та Північній Азії на південь від зони тундри. Нині європейська частина його ареалу дуже скоротилася. Заселяє різноманітні типи ландшафтів, крім тундр, пустель і гірських областей. Райони зимівлі розташовані на Піренейському півострові, в Північній Африці, Північно-східній Африці, Передній Азії, Індії та Китаї.
- Журавель канадський (Grus canadensis) — найбільш звичайний вид у Північній Америці. Поширений від тундри до найпівденніших районів континенту. У невеликій кількості гніздиться також у Північно-східній Азії, на Чукотському півострові. Зимує більшість птахів на узбережжі Мексиканської затоки.
- Журавель американський (Grus americana) — великий птах білого кольору, лише голова, ноги та кінці крил чорні. Поширений у лісах Канади, зимує в Техасі. Раніше ареал охоплював майже всю Північну Америку. Однак до початку XX ст. чисельність і ареал дуже скоротилися, і в 1914 р. у природі залишалося лише 15 птахів. Завдяки широкомасштабній програмі порятунку чисельність популяції вдалося збільшити.
- Журавель білий (Grus leucogeranus) — гніздиться винятково на території Росії; одна з популяцій — у пониззі р. Обі, друга — в рівнинній тундрі межиріччя Яни і Колими. Зимують ці дві ізольовані популяції, відповідно, в Індії та Китаї.
- Журавель японський (Grus japonensis) — найбільший серед журавлів: маса 10-12 кг. Забарвлення оперення переважно біле, другорядні махові пера, плями на голові та шия чорні, «шапочка» яскраво-червона. Гніздиться в Росії (Амурська область, Хабаровський і Приморський краї), Китаї та Японії.
- Журавель чорношиїй[3] (Grus nigricollis) — дуже подібний до японського, але помітно менший і забарвлений у сіруватий колір. Заселяє високогір'я Внутрішньої Азії (від Кашміру до західних провінцій Китаю) і північно-західні райони Індії. Гніздиться в гірських безлісих долинах на висоті до 4500 м н.р.м.
- Журавель чорний[3] (Grus monacha) — найдрібніший серед журавлів: маса до 4,8 кг. Гніздиться майже виключно на території Росії (південно-східні райони Сибіру). Зимує переважно в Японії.
- Журавель даурський[3] (Grus vipio) — трапляється в Росії (на Далекому Сході), Монголії і, можливо, Китаї. Зимує в Китаї, на Корейському півострові і в Японії.
- Журавель індійський[3] (Grus antigone) — найвищий серед журавлів: зріст до 180 см. Поширений у тропічній частині Азії: Індії, М'янмі, Камбоджі, Лаосі та В'єтнамі, а також у північних районах Австралії.
- Журавель австралійський[3] (Grus rubicunda) — заселяє Австралію.

## Викопні види
Найдавнішим викопним решткам представників цього роду 12 млн років. Найдавнішим є вид Grus miocaenicus (Середній Міоцен, Румунія).
- Grus afghana (Пізній Міоцен, Афганістан);
- Grus nannodes (Пізній Міоцен/Ранній Пліоцен, США);
- Grus haydeni (Пізній Міоцен/Ранній Пліоцен, США);
- Grus penteleci (Пізній Міоцен/Ранній Пліоцен, Європа);
- Grus bogatshevi (Пізній Плейстоцен, Азербайджан);
- Grus latipes (Пізній Плейстоцен, Бермудські острови);
- Grus melitensis (Пізній Плейстоцен, Мальта);
- Grus pagei (Пізній Плейстоцен, Мексика);
- Grus primigenia (Пізній Плейстоцен?, Європа).

## Журавель в культурі
Журавлі відіграють помітну роль у культурі багатьох народів.
Помітне місце посідає журавель і в житті українців: один із символів весни («журавель прилетів — теплинь приніс»), за поведінкою птахів угадували погоду («журавлі летять високо — зима ще далеко», «журавлі летять низько — зима вже близько», «ранній приліт журавлів — на ранню весну»). Вважали, що прилітає журавель через тринадцять тижнів після Різдва. Існують свідчення «тимчасової табуїзації» слова «журавель» навесні: побачивши перший ключ журавлів, не можна вимовляти слово «журавель» вголос — «бо журитимешся весь рік», натомість слід вживати слово «веселик». «Журавлем» називали народний сюжетний танець, у якому танцюристи зображують журавля. Такий танець виконували зазвичай на перезві. Цей птах — символ сторожкості («Стоїть, як журавель на варті»), відлюдності («Ходить, як журавель по болоті»), гульвіси («Унадився журавель до бабиних конопель»). «Журавлем» називають цибату людину, а також важіль для підіймання води з криниці — за схожість з довгою шиєю журавля.
Особливу увагу цим птахам приділено в культурі Японії. Їх образ використано в багатьох творах (наприклад, «Тисяча журавлів»), широко представлено в японському образотворчому мистецтві.

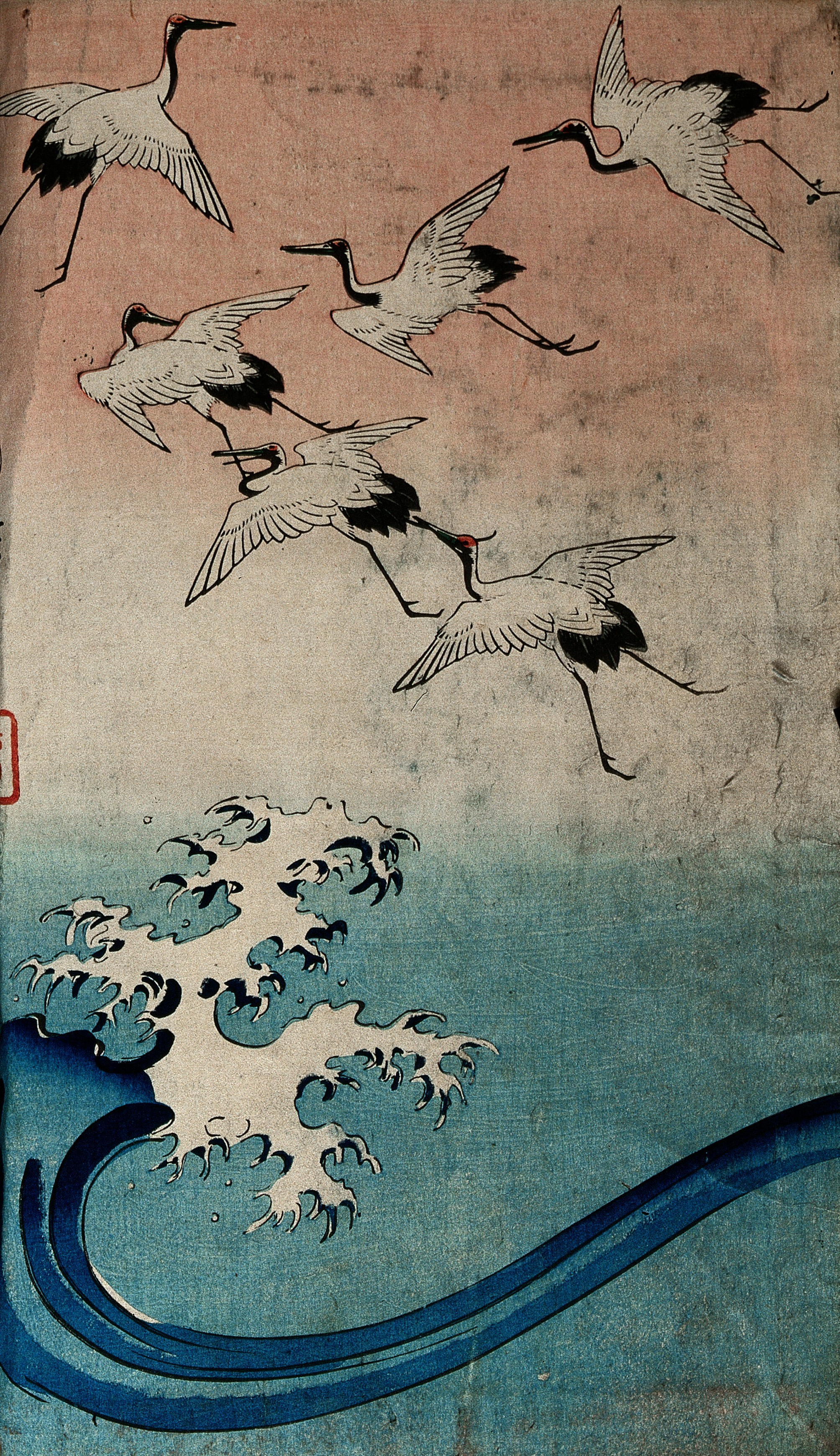
Картина японського художника (Утаґава Хірошіґе, 1858)
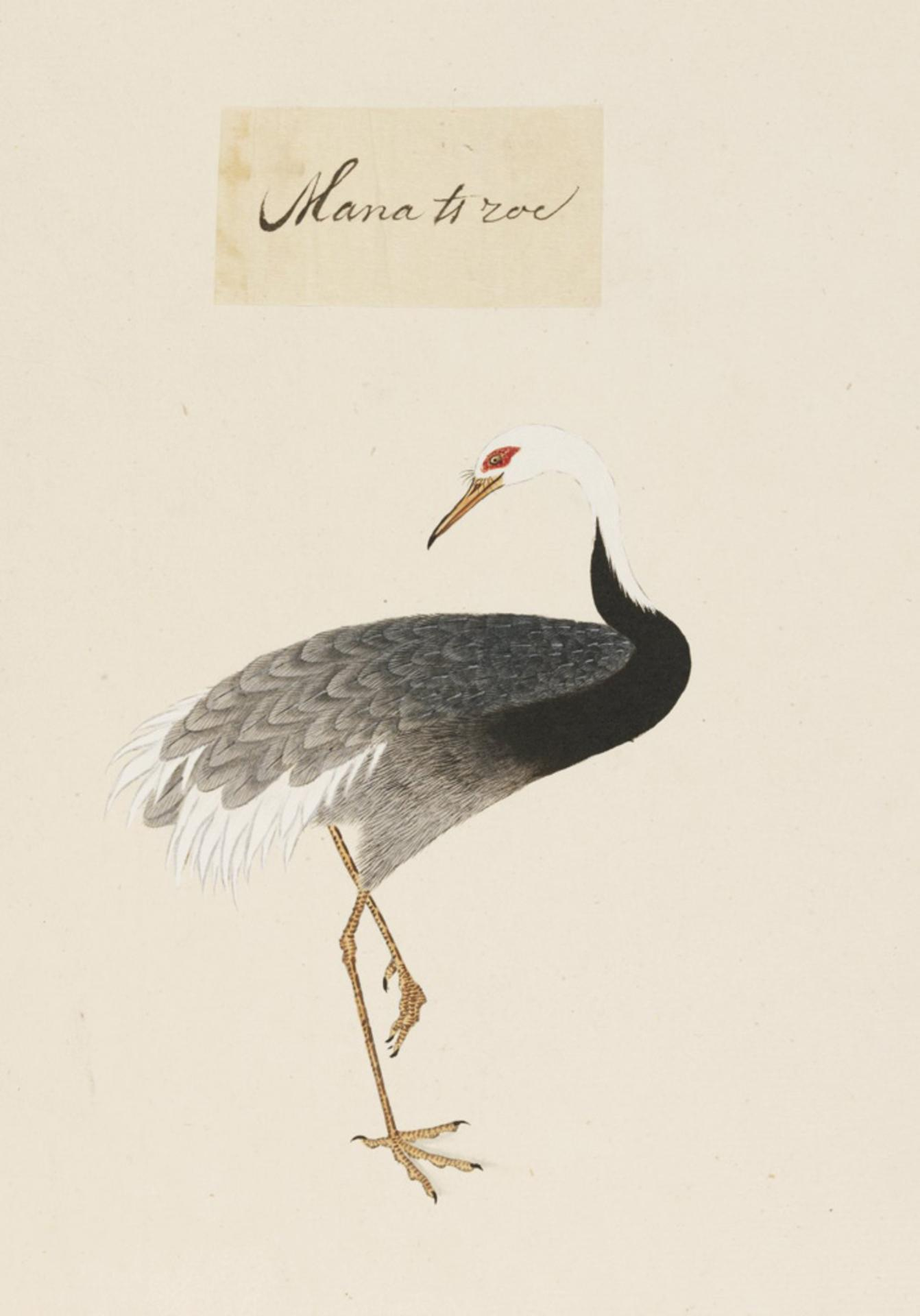
Grus vipio (Кавагара Кейга, 1823-1829)